# Albières
Albières – miejscowość i gmina we Francji, w regionie Oksytania, w departamencie Aude. W 2013 roku jej populacja wynosiła 114 mieszkańców. 